# Michal Čupr
Michal Čupr (født 23 december 1991) er en tjekkisk fægter, der specialiserer sig i kårde.
Han repræsenterede Tjekkiet ved sommer-OL 2024 i Paris, hvor han vandt bronze i holdkonkurrencen.